# Указ
Указът е юридически акт на държавен глава, който обикновено има конститутивно действие. Съдържанието и юридическата му сила могат да се различават според функциите на държавния глава.
Подобни актове в неславянските езици се именуват като декрети и едикти. В България указът е заемка от правната система на Екатерина Велика.

## Указ на президента
Единствените юридически актове, които издава Президентът на Републиката съгласно чл. 102 от КРБ са укази. Освен тях той издава обръщения и послания. Президентът може да издаде указ по почти всички от 14-те си правомощия.

## Контрасигнатура
За да се съчетае принципът на неотговорност на краля и политическата отговорност на водената от него изпълнителна власт в конституционната монархия, във Великобритания (17 век) възниква институтът на приподписването (контрасигнатурата). С нея министрите отговарят за действията на краля. Впоследствие традицията се запазва, макар и да изменя значението си.
Указите на българския президент подлежат на приподписване, с изключение на тези, с които се упражняват правомощия спрямо Народното събрание (напр. разпускане, връщане на закон) и правителството (назначаване на служебно).

## Нормативни укази
Нормативните укази са израз на делегирано законодателство.
В НРБ Президиумът на Народното събрание, а при Живковската конституция колективният държавен глава – Държавният съвет има правото да приема нормативни актове през времето, в което Народното събрание не е в сесия; те подлежат на последващо утвърждаване от НС.